# Sulfite de diméthyle
Le sulfite de diméthyle est un composé organique de la famille des esters de sulfite de formule (CH3O)2SO.
Il est utilisé comme additif dans certains polymères pour prévenir leur oxydation. Il est aussi considéré comme potentiel solvant électrolyte pour des batteries à haute énergie.

## Structure et conformation
Le sulfite de diméthyle peut prendre diverses conformations, la plus stables étant le conformère GG , où chaque liaison C-O est gauche à la liaison S=O, comme le montre le schéma ci-dessous :

## Synthèse
Même s'il est formellement l'ester diméthylique de l'acide sulfureux, le sulfite de diméthyle est préparé comme la plupart des autres esters de sulfite, par réaction entre le chlorure de thionyle et un alcool, ici le méthanol :
OSCl2 + 2CH3OH → OS(OCH3)2 + 2HCl